# Sandra Savino
Sandra Savino (ur. 7 lutego 1960 w Trieście) – włoska polityk, przedsiębiorca i działaczka samorządowa, posłanka XVII i XVIII kadencji.

## Życiorys
Ukończyła szkołę średnią techniczną drugiego stopnia o profilu handlowym. Zawodowo związana z sektorem prywatnym jako przedsiębiorca branży usługowej.
Zaangażowała się w działalność polityczną. Działaczka Forza Italia, Ludu Wolności i reaktywowanej w 2013 partii Forza Italia. Została koordynatorką FI w prowincji Triest i regionie Friuli-Wenecja Julijska. W latach 2006–2008 wchodziła jako asesor w skład zarządu miasta w Trieście. Następni do 2013 pełniła funkcję asesora w zarządzie regionu, odpowiadając za finanse i planowanie.
W wyborach w 2013 po raz pierwszy uzyskała mandat posłanki do Izby Deputowanych. W 2018 z powodzeniem ubiegała się o reelekcję na kolejną kadencję, zasiadając w parlamencie do 2022. W tym samym roku mianowana podsekretarzem stanu w ministerstwie gospodarki i finansów.